# Ultrason (radio)
Pour l’article homonyme, voir Ultrason.
Ultrason est une radio de Nivelles qui se destine aux jeunes et aux adultes, avec une programmation musicale généraliste et du contenu axé sur la proximité et la région. Cette région inclut Nivelles, Seneffe, Genappe, Braine-l'Alleud, Pont-à-Celles, Ittre, Braine-le-Comte, et Les Bons-Villers.

## Historique
Ultrason a été fondée en 2005 par un groupe de jeunes en collaboration avec l’échevin des fêtes de l’époque, Monsieur Camille Hacking. La station se positionne très rapidement comme radio de référence pour les jeunes et jeunes adultes de Nivelles.
En 2008, l’asbl Ultrason obtient une autorisation officielle d’émettre lors du plan de fréquences de la Communauté Française.
En 2010, inauguration du 1er studio situé sur les hauteurs de Nivelles et début des émissions en direct.
En 2011, l’asbl inaugure son nouveau studio et reçoit une fréquence définitive (105.8 FM), ce qui permet d’assurer son avenir sur les ondes depuis Nivelles.
En 2012, la station modernise son logo et se dote d’un nouveau traitement de son.
En 2013, Ultrason étend sa diffusion sur Internet et se rend disponible sur diverses applications pour smartphones et tablettes,.
En 2018, Ultrason investit de nouveaux locaux au sein du bâtiment de l'IPAM (Institut Provincial des Arts et Métiers). Ceci permet à l'ASBL de disposer d'une surface de 50m² incluant un studio principal pour les émissions en direct ainsi qu'un studio secondaire pour l'enregistrement de séquences, de podcasts, d'émissions et pour la formation de jeunes talents.
En 2019, changement d'identité visuelle et sonore pour la radio aclote ! Ultrason se dote d'un nouveau logo et d'un slogan plus en phase avec sa stratégie : "Ma radio, ma communauté".

## Cible
Ultrason propose un programme musical tout public, axé sur la musique pop actuelle et des décennies précédentes, ainsi que la musique électronique et les styles attachés au R'N'B.
Les émissions et séquences sont destinées à promouvoir la région étendue de Nivelles et ses environs, à informer et divertir les brabançons wallons et les hainuyers, à proposer une programmation variée et de qualité laissant la place aux jeunes artistes, à mettre en lumière les talents et associations de la région.